# ایگور نوویکوف
ایگور نوویکوف (روسی: И́горь Алекса́ндрович Но́виков؛ ۱۹ اکتبر ۱۹۲۹ – ۳۰ اوت ۲۰۰۷) ورزشکار پنج‌گانه مدرن اهل اتحاد جماهیر شوروی سوسیالیستی بود.
وی در مسابقات کشوری و بین‌المللی در مجموع برندهٔ ۲ مدال طلا، ۲ مدال نقره شده‌است.